# Magyar történet
A Magyar történet című történelmi monográfia-sorozatot Hóman Bálint és Szekfű Gyula írta és szerkesztette. A mű a honfoglalástól kezdve egészen a XX. század elejéig tárgyalja a magyar nép történelmét. A könyvsorozat a magyar történelem egyik reprezentatív feldolgozása, az 1920-30-as évek egyik jellegzetes szellemi alkotása.

## Tartalma
Az eredetileg nyolc, később öt kötetbe szerkesztett monográfia-sorozat 7 „könyvet” tartalmaz. A részletes leírások mellett minden „könyv” végén időrendi áttekintés található, amely három oszlopba (köztörténet, anyagi műveltség, szellemi műveltség) rendezve sorolja fel az egyes történelmi eseményeket. Minden fejezethez szakirodalmi jegyzék is tartozik, amely nemcsak felsorolja, hanem értékeli is az addigi szakirodalmat.
„Ezek a kötetek, — s különösen a Szekfű Gyula kezéből kikerültek — nemcsak a múlt jelenségeiről alkotott történelmi képeket festették újjá, de a róluk való értékítéleteket is oly gyökeresen felforgatták, hogy az örömteljes ujjongás mellett a leghevesebb tiltakozás is belevegyült a fogadtatásba. [...] az első kiadás hét, illetve az indexszel nyolc kötete helyett ötre; [olcsóbb formátumba] szedett. A fejezeteken belül az egyes szakaszok is címeket kaptak, s ezek a címek a lapok fején is fel vannak tüntetve. El van látva részletes tartalommutatóval, [...] a kötet végén időrendi áttekintéssel [ami] három oszlopban párhuzamosan „köztörténet, anyagi műveltség, szellemi műveltség” címek alatt nyújtja az adatokat.” írta 1935-ben Joó Tibor a Protestáns Szemlében, a második bővített teljes kiadás III kötetének megjelenésekor.

### Előszó
„A Magyar történeti ismeretnek egyedüli forrásai hosszú időn át a Bonfini és Istvánffy Miklós művei voltak. Hét-nyolc nemzedék merítette egész történeti tudását a két nagy humahista munkáiból, míg végre a XVIII. század tudományos törekvései új feldolgozásra adtak ösztönzést. s ez idő óta minden emberöltő meghozta a magyar történet újabb és újabb összefoglaló feldolgozását...”
„A Magyar Történet e második kiadása felöleli az elsőnek teljes anyagát, de az újabb kutatások eredményei alapján kiegészíti, bővíti, részletkérdésekben néhol módosítja is annak előadását. Az irodalmat ismertető függelékben megfelelő utalásokkal jelzett kiegészítések és módosítások mitsem változtattak a mű szellemén, a szerzők felfogásán, de nem egyhelyt világosabbá és szabatosabbá teszik az elbeszélést; közelebb óhajtják hozni a mult történéseket a jelenkori olvasóhoz.”

### Tartalomjegyzék
| Könyvszám  | Cím, fejezetcímek | Felölelt időszak | Szerző                     |
| ---------- | --- | ---------------- | -------------------------- |
| I. könyv   | Őstörténet • Törzsszervezet • Keresztény királyság A szerzők előszava. – A magyarok eredete és őshazája. – Népvándorlás. – A Meotisz partján. – Etelköz. – A honfoglaló magyarok. – Honfoglalás. – Nyugati és balkáni hadjáratok. – A törzsszervezet bukása. – A magyar nép megtérése és a katholikus egyház megszervezése. – Szent István királysága. – Küzdelem a pogány reakcióval és a német világhatalommal. – Belső fejlődés. Törvényhozó és szervező munka. – Horvátország, Dalmácia és Bosznia megszerzése. Összeütközés a görög hatalommal. – III. Béla: A magyar birodalom. – Kútfők és irodalom. | kezdetek – 1196  | Hóman Bálint               |
| II. könyv  | A rendiség kialakulásának kora Nagyhatalmi törekvések. – Az Aranybulla korának politikai és társadalmi mozgalmai. – Tatárveszedelem. Osztrák és cseh háborúk. – Oligarchia. – Küzdelem a trónért és hatalomért. – A rendi állam közhatalmi szervezetének kiépítése. – Kútfők és irodalom. | 1196 – 1342      | Hóman Bálint               |
| III. könyv | A magyar nagyhatalom • A magyar renaissance • Mohács Világuralmi tervek. – A középkori magyar nagyhatalom. – A rendi társadalom szervezete. – A renaissance felé. – Küzdelem a török ellen. – A magyar renaissance-állam. – A rendek uralma Mohácsig. – Kútfők és irodalom. | 1342 – 1526      | Hóman Bálint, Szekfű Gyula |
| IV. könyv  | A tizenhatodik század Előszó a IV. és V. kötethez. – A polgárháború és a háromrészre osztás. – A Habsburg-királyság berendezése. – A kereszténység védőbástyája. A védelem királyi szervezése. – Az új nagybirtok kifejlődése és nemzeti szerepe. – A vallási kérdés: a hitújítás. – Az erdélyi kérdés. A fejedelemség kialakulása. – A német uralom kifejlődése Bocskay nemzeti reakciójáig. – Kútfők és irodalom. | 1526 – 1606      | Szekfű Gyula               |
| V. könyv   | A tizenhetedik század Föld és népe a török hódítás korában. – Az erdélyi-magyar államrendszer. A vallásügy. – A vécsi abszolutizmus útján. – Kútfők és irodalom. | 1606 – 1687      | Szekfű Gyula               |
| VI. könyv  | A tizennyolcadik század Az új leopoldi berendezkedés és a Rákóczi-felkelés. – A barokk-rendi korszak. – A felvilágosodás. – Kútfők és irodalom. | 1687 – 1791      | Szekfű Gyula               |
| VII. könyv | A tizenkilencedik és huszadik század A rendi nacionalizmus. – A reformnacionalizmus. – Negyvennyolctól hatvanhétig. – A kiegyezési korszak. – Kútfők és irodalom. | 1791 – 1914      | Szekfű Gyula               |

## Kiadások
1. Első kiadás: Budapest, 1928, Királyi Magyar Egyetemi Nyomda
2. Második, bővített, teljes kiadás: Budapest, 1935, Királyi Magyar Egyetemi Nyomda
3. Reprint kiadás: Maecenas Kiadó, 1990 (Az 1936-os 5 kötetes kiadás nyomán)

A Magyar történet 1928 és 1933 között megjelent kiadásait az 1939–1944-es Országgyűlési almanach megjelenéséig (1940) húszezer példányban adták ki. A második kötet olasz átdolgozott kiadása az olasz Királyi Akadémia kiadásában jelent meg, rövidített angol nyelvű kiadását pedig Hóman Bálint tanítványa, Deér József egyetemi tanár készítette sajtó alá.